# Olutanga
Olutanga è una municipalità di quinta classe delle Filippine, situata nella Provincia di Zamboanga Sibugay, nella regione della Penisola di Zamboanga.
Olutanga è formata da 19 baranggay:
- Bateria
- Calais (Kalines)
- Esperanza
- Fama
- Galas
- Gandaan
- Kahayagan
- Looc Sapi
- Matim
- Noque
- Pulo Laum
- Pulo Mabao
- San Isidro
- San Jose
- Santa Maria
- Solar (Pob.)
- Tambanan
- Villacorte
- Villagonzalo